# Освајачи олимпијских медаља у атлетици — троскок за жене
Освајачице олимпијских медаља у атлетици у дисциплини троскок за жене, која је у програм Олимпијских игра уврштена 1996, приказане су у следећој табели са резултатрима које су постигле. Резултати су изражени у метрима.
| Олимпијске игре             | Злато                          | Злато         | Сребро                       | Сребро | Бронза                    | Бронза |
| --------------------------- | ------------------------------ | ------------- | ---------------------------- | ------ | ------------------------- | ------ |
| Атланта 1996. детаљи        | Инеса Кравец · Украјина        | 15,33 ОР      | Ина Ласовска · Русија        | 14,98  | Шарка Кашпаркова · Чешка  | 14,98  |
| Сиднеј 2000. детаљи         | Тереза Маринова · Бугарска     | 15,20         | Татјана Лебедева · Русија    | 15,00  | Елена Говорова · Украјина | 14,96  |
| Атина 2004. детаљи          | Франсоаз Мбанго Етон · Камерун | 15,30 АФР     | Хрисопији Девеџи · Грчка     | 15,25  | Татјана Лебедева · Русија | 15,14  |
| Пекинг 2008. детаљи         | Франсоаз Мбанго Етон · Камерун | 15,39 ОР      | Татјана Лебедева · Русија    | 15,32  | Хрисопији Девеџи · Грчка  | 15,23  |
| Лондон 2012. детаљи         | Олга Рипакова · Казахстан      | 14,98         | Катерин Ибаргвен · Колумбија | 14,80  | Олга Саладуха · Украјина  | 14,79  |
| Рио де Жанеиро 2016. детаљи | Катерин Ибаргвен · Колумбија   | 15,17         | Јулимар Рохас · Венецуела    | 14,98  | Олга Рипакова · Казахстан | 14,74  |
| Токио 2020. детаљи          | Јулимар Рохас · Венецуела      | 15,67 СР / ОР | Патрисија Мамона Португалија | 15,01  | Ана Пелетеиро Шпанија     | 14,87  |
| Париз 2024. детаљи          | Тиа Лафонд Доминика            | 15,02         | Шаника Рикетс Јамајка        | 14,87  | Џезмин Мур САД            | 14,67  |
| Лос Анђелес 2028.           |                                |               |                              |        |                           |        |

## Биланс олимпијских медаља у троскоку
Стање после ЛОИ 2024.
| Ранг | Држава           | Злато | Сребро | Бронза |    |
| ---- | ---------------- | ----- | ------ | ------ | -- |
| 1.   | Камерун          | 2     | -      | -      | 2  |
| 2.   | Колумбија        | 1     | 1      | −      | 2  |
| 2.   | Венецуела        | 1     | 1      | −      | 2  |
| 4.   | Украјина         | 1     | -      | 2      | 3  |
| 5.   | Казахстан        | 1     | -      | 1      | 2  |
| 6.   | Бугарска         | 1     | -      | -      | 1  |
| 6.   | Доминика         | 1     | -      | -      | 1  |
| 8.   | Русија           | -     | 3      | 1      | 4  |
| 9.   | Грчка            | -     | 1      | 1      | 2  |
| 10.  | Португалија      | -     | 1      | -      | 1  |
| 10.  | Јамајка          | -     | 1      | -      | 1  |
| 12.  | Чешка            | -     | -      | 1      | 1  |
| 12.  | Шпанија          | -     | -      | 1      | 1  |
| 12.  | САД              | -     | -      | 1      | 1  |
|      | Укупно 14 земаља | 8     | 8      | 8      | 24 |